# Componente Santa Lucía
Componente Santa Lucía es la denominación impuesta por INDEC para designar al continuo urbano y a toda el área urbana del departamento Santa Lucía que corresponte al aglomerado urbano del Gran San Juan.
Este componente del Gran San Juan está localizado en área este de la nombrada aglomeración, al este y centro del citado departamento en el centro sur de la provincia de San Juan, casi en el centro oeste de Argentina.

## Población
El Componente Santa Lucía cuenta con 43,063 habitantes (Indec, 2001)

## Composición
El componente, a su vez, está subdividido, según lo establecido por INDEC para el año 2001, por:
| Sucomponente      | Población (hab.) |
| Santa Lucía       | 38.750           |
| Alto de Sierra    | 3.207            |
| Colonia Gutierrez | 1.106            |

## Sismicidad
La sismicidad del área de Cuyo (centro oeste de Argentina) es frecuente y de intensidad baja, y un silencio sísmico de terremotos medios a graves cada 20 años en distintas áreas aleatorias.
Terremoto de Caucete 1977el 23 de noviembre de 1977, la región fue asolada por un terremoto y que dejó como saldo lamentable algunas víctimas, y un porcentaje importante de daños materiales en edificaciones.
Sismo de 1861aunque dicha actividad geológica catastrófica, ocurre desde épocas prehistóricas, el terremoto del 20 de marzo de 1861 señaló un hito importante dentro de la historia de eventos sísmicos argentinos ya que fue el más fuerte registrado y documentado en el país. A partir del mismo la política de los sucesivos gobiernos mendocinos y municipales han ido extremando cuidados y restringiendo los códigos de construcción. Y con el terremoto de San Juan de 1944 del 15 de enero de 1944 (81 años) el gobierno sanjuanino tomó estado de la enorme gravedad sísmica de la región.
El Día de la Defensa Civil fue asignado por un decreto recordando el sismo que destruyó la ciudad de Caucete el 23 de noviembre de 1977, con más de 40.000 víctimas sin hogar. No quedaron registros de fallas en tierra, y lo más notable efecto del terremoto fue la extensa área de licuefacción (posiblemente miles de km²).
El efecto más dramático de la licuefacción se observó en la ciudad, a 70 km del epicentro: se vieron grandes cantidades de arena en las fisuras de hasta 1 m de ancho y más de 2 m de profundidad. En algunas de las casas sobre esas fisuras, el terreno quedó cubierto de más de 1 dm de arena.